# Berchtesgadener Abkommen
Das Berchtesgadener Abkommen vom 12. Februar 1938 war ein unter Druck zustande gekommenes Abkommen zwischen dem Deutschen Reich und dem Ständestaat Österreich, das eine Reihe von Maßnahmen zur Begünstigung der österreichischen Nationalsozialisten festschrieb.
Das Diktat wurde am Berghof, Hitlers privatem Wohnsitz in Obersalzberg bei Berchtesgaden, formuliert. Reichskanzler Hitler und Reichsaußenminister von Ribbentrop sowie Bundeskanzler Schuschnigg und der Staatssekretär für Äußeres Guido Schmidt unterzeichneten das Abkommen. Es legte unter anderem die freie politische Betätigung von Nationalsozialisten fest und die stärkere Regierungsbeteiligung nationalsozialistischer Politiker, wodurch Arthur Seyß-Inquart am 16. Februar 1938 in der Bundesregierung Schuschnigg IV zum Innen- und Sicherheitsminister ernannt wurde. Im Punkt 8 wurde festgeschrieben, dass Franz Böhme den Generalstabschef Feldmarschallleutnant Alfred Jansa abzulösen habe, der für eine Abwehr eines deutschen Angriffes auf Österreich eintrat – was am 17. Februar 1938 auch geschah.
Letztlich besiegelte das Abkommen sowohl das Ende des Austrofaschismus als auch das Ende eines eigenständigen österreichischen Staates bzw. führte zu einer De-facto-Machtübernahme der österreichischen Nationalsozialisten Anfang März in Graz. Da der Verlust der österreichischen Souveränität drohte, setzte der österreichische Bundeskanzler Schuschnigg für den 13. März eine Volksabstimmung an. Hitler und Hermann Göring erreichten allerdings, dass diese Abstimmung abgesagt wurde, und erzwangen am 11. März den Rücktritt der Regierung. Die kurzlebige Bundesregierung Seyß-Inquart ermöglichte am 13. März 1938 den „Anschluss Österreichs“. Im April fand dann eine Volksabstimmung unter anderen Vorzeichen statt.